# Polygonatum altelobatum
Polygonatum altelobatum är en sparrisväxtart som beskrevs av Bunzo Hayata. Polygonatum altelobatum ingår i släktet ramsar, och familjen sparrisväxter.
Artens utbredningsområde är Taiwan. Inga underarter finns listade i Catalogue of Life.